# Gumifonal
A gumifonal alapját képező gumiszál az elasztodiének közé tartozó nyersanyag, amely a textiliparban a szálasanyagok egyikének minősül. A gumifonal használata a textiliparban (kezdetben elsősorban a fűzőgyártáshoz használt kelmékben) az 1930-as években terjedt el, amikor a Dunlop cég kidolgozta a megfelelő gyártástechnológiát.
A gumiszálat természetes vagy mesterséges kaucsukból állítják elő. A gumifonal állhat egyetlen gumiszálból, vagy lehet olyan szerkezetű, hogy a gumiszálat más nyersanyagú fonallal körülfonják vagy körültekercselik (szaknyelven: burkolják) és így használják fel főleg rugalmas textíliák gyártására, de egyéb célokra (pl. bizsuk, játékok stb. gyártásához) is.

## Gumiszál természetes kaucsukból

### Előállítás[3]
Gumiszálat kétféle módon állítanak elő:
- gumitekercs szeletekre vágásával, vagy
- szálhúzással.

#### Vágott gumiszál gyártása
A vágott gumiszál gyártása kaucsukból indul ki. A gőzzel felmelegített és megpuhított kaucsukot tenyérnyi darabokra vágják, ezeket lapokká hengerlik, majd fogas hengerekkel szétszaggatják, keverik és gyúrják, míg egynemű gyurmát nyernek, amiből hengerek között vékony lapokat készítenek. Ezeket benzinben vagy szén-diszulfidban oldják. Az oldatba 20–30% ként és – színes szál előállításához – festéket is kevernek. A sűrű pépből erőteljes keveréssel könnyen alakítható gyurmát készítenek, amit egy hengerlőgépre juttatnak. Ennek legfontosabb része egy végtelenített szövetheveder, amely forró vaslap fölött halad. Erre a hevederre kenik fel a kívánt vastagságban a kaucsukgyurmát. A kaucsukrétegből a hő hatására elpárolog az oldószer és így a kaucsukszalag megszilárdul. Nagyobb vastagság és jobb egyenletesség érdekében több vékony kaucsukszalagot helyeznek egymásra és ezeket feltekercselve szárítják és gőzben vulkanizálják. A vulkanizált gumitekercseket vékony szeletekre vágják, így az így készült gumiszál keresztmetszete négyzet alakú.

#### Szálhúzás
Szálhúzásos eljárásnál a kaucsukot szálképző rózsán keresztül kicsapó fürdőbe sajtolják. A szálképző oldat 92% kaucsukot, 2,5% ként, 2,5% cink-oxidot, 1% ammónium-oleátot, valamint öregedésgátló szert és katalizátort, a kicsapó fürdő 30% ammónium-acetátot és 6% ecetsavat tartalmaz. Amint a szál a kicsapó fürdőben megszilárdul, forró glicerinfürdőbe juttatják, itt következik be a vulkanizálódás. Az ezzel az eljárással készült gumiszál keresztmetszete kör alakú és a szál nagyobb szakítószilárdságú, mint a gumilapból vágott szál.

### Tulajdonságok
A gumiszál főbb tulajdonságait az alábbi táblázat foglalja össze:
| Tulajdonság                                      | Érték ill. viselkedés |
| Fajlagos szakító erő                             | 2–4 cN/tex |
| Szakadási nyúlás                                 | 700–900% |
| Rugalmas visszaalakuló képesség (300% nyúlásból) | 100% |
| Sűrűség                                          | 0,96–1,07 g/cm³ |
| Hő hatása                                        | Meleg hatására 70-80 °C körül a gumi makromolekuláinak kristályokba rendeződött részei rendezetlen, amorf állapotba mennek át. Ezért a gumi szakítószilárdsága csökken, nyúlása nő. A szomszédos molekulaláncok húzás hatására egymáshoz képest elmozdulhatnak, ezért a deformáló erő megszűntekor a gumifonal kevésbé veszi fel eredeti alakját - nagyobb a gumi maradó nyúlása, mint szobahőmérsékleten. 100 °C felett már nem elhanyagolható a kémiai reakciók (öregedés) sebessége. Hideg hatására a gumi üveges állapotba kerül, elveszíti rugalmasságát, törékennyé válik. |
| Vegyszerállóság                                  | A gumit egyes vegyszerek, pl. a háztartási tisztításban esetenként használt benzin és a vegytisztító iparban használt szerves oldószerek, a benzol, továbbá a réz, a mangán, valamint a zsírok és olajok – kevés kivétellel, pl. szilikonolaj – károsítják. Érzékeny a tömény kénsavra, salétromsavra, krómsavra, de ellenáll a lúgoknak. A klór és más halogén elemek megtámadják, a szerves oldószerek hatására megduzzad. |
| Öregedés                                         | Hosszabb ideig ható hő, napfény és más eredetű ibolyántúli sugárzás, oxigén, ózon hatására a gumiban levő hosszú molekulaláncok széttöredeznek, a szakadásnál oxidálódnak. A reakciótermékek molekulái rövidebbek és merevebbek, azaz a gumi elveszíti rugalmasságát, törékeny és/vagy nyúlós lesz. Néhány óra "öregítés" (100 °C feletti hőmérséklet, erős napfény stb.) hatása már észrevehető a gumifonal rugalmasságán, néhány nap alatt teljesen tönkremehet. Az öregedést különböző vegyi anyagok (pl. antioxidánsok) hozzáadásával igyekeznek mérsékelni.                 |
| Biológiai tulajdonságok                          | A gumit a rovarok nem támadják meg. Arra érzékeny egyéneknél a burkolatlan gumival való érintkezés allergiát okozhat, nem okvetlenül a latextől, hanem esetleg a gumigyártásban felhasznált egyéb anyagok valamelyikétől. |

## Gumiszál műkaucsukból
Természetes kaucsuk helyett gyakran használnak műkaucsukot gumiszál előállítására, elsősorban a természetes kaucsukból előállított gumi egyes előnytelen tulajdonságainak – főleg az öregedés jelenségének és egyes vegyszerek iránti érzékenységének – kiküszöbölésére. A műkaucsuk – a természetes kaucsukhoz hasonlóan – vulkanizáláskor gumivá alakul.
A legismertebb műkaucsukok a következő monomerekből készülnek:
- butadién (pl. Buna),
- kloroprén (pl. Neoprene),
- izoprén.

Ezeket a vegyületeket kőolajból nyert szénhidrogénekből állítják elő. A műkaucsukból előállított gumiszálakat rendszerint szálhúzással készítik.

## A gumiszálak burkolása
A gumiszálat lehet önmagában is feldolgozni (burkolatlan gumifonal), de igen gyakran valamilyen más fonallal burkolják (burkolt gumifonal). Ez utóbbit ill. a belőle készült textíliákat egy korábban használt márkanév után – lastex (lasztex) néven is ismerik. A burkolás célja többféle:
- színes fonalakkal történő burkolással olyan gumifonalat lehet előállítani, amelynek színe nem üt el a környező kelme színétől. Ilyenkor a gumiszál eredeti színe közömbös;
- mivel a gumiszál ilyenkor teljesen fedve van, ez védelmet nyújt pl. a fény ellen, ami egyik összetevője lehet a gumi öregedésének;
- a burkolt gumifonalban elhelyezkedő gumiszál nem érintkezik közvetlenül a bőrrel, így kevésbé okozhat latex-allergiát;
- burkolattal csökkenthető a gumifonal súrlódása a fonalvezető alkatrészeken, ami megkönnyíti a feldolgozást a kelmeképző gépen;
- a burkolat bizonyos mértékig korlátozza, szabályozza a gumiszál nyúlását. Ez a burkolófonalak megfelelő menetemelkedésével és a gumiszál előfeszítésével állítható be.

Burkolásra általában pamut-, selyem-, poliamid- vagy poliészterfonalakat használnak, amelyeket egy rétegben, vagy két egymással ellenkező irányú menetemelkedésű rétegben tekercselnek rá a gumiszálra. Az utóbbi megoldás előnye, hogy a kész burkolt gumifonal nem hurkosodik.
A körültekercselést olyan beállítással kell végrehajtani, hogy ne gátolja a kész burkolt gumifonalnak a felhasználási célnak megfelelő nyúlási képességét.

## A gumifonalak finomságának jelölése
A burkolatlan gumifonalak finomságát a textiliparban használatos többi fonalfajtától eltérően adják meg, azaz nem egy fonaldarab hosszának és tömegének arányából vezetik le. Gumifonalaknál a finomságot – voltaképpen a vastagságot – az jellemzi, hogy 1 hüvelykben (25,4 mm) hány fonal férne el szorosan egymás mellett.
Ha kör ill. négyzet keresztmetszetű gumifonalakat kell összehasonlítani, akkor ezt azonos keresztmetszeti területű fonalakon tehetjük meg. A keresztmetszet területe d átmérőjű kör keresztmetszet esetében d²π/4, a oldalhosszúságú négyzet esetében a². Ha e kettőnek egyenlőnek kell lennie, akkor – kerekítve – a/d=0,886 adódik, vagyis a négyzet keresztmetszetű fonal valamivel vékonyabb, következésképpen ebből több fér el egymás mellett 25,4 mm-en. Így az összehasonlítható gumifonalak közül a négyzet keresztmetszetű finomságát nagyobb szám jelzi, mint a kör keresztmetszetűét.
Ha egyértelmű, hogy négyzet keresztmetszetű fonalról van szó, akkor ennek finomságát egyetlen szám jelöli (pl. 18), ami tehát azt jelenti, hogy 25,4 mm-en ebből hány fér el szorosan egymás mellett. Kör keresztmetszetű fonal esetében ettől eltérően két számot adnak meg, ilyen formában: 16/18. Ez azt jelenti, hogy az adott kör keresztmetszetű fonalból, amelyből 16 fér el szorosan egymás mellett 25,4 mm-en, keresztmetszeti területét – azaz számos ettől függő mechanikai tulajdonságát – tekintve egyenértékű egy 18-as finomságú négyzet keresztmetszetű fonallal. (Mindig a kör keresztmetszetű fonal finomsága áll elöl.) A finomság megadásánál természetesen kerek számokkal dolgoznak, ezért a két szám aránya csak kivételesen egyezik meg a fenti 0,886-del, de akörül mozog. (Pl. 16/18=0,889.) Az eltérés az elméleti aránytól a gyakorlatban elhanyagolható különbséget jelent. A 16/18 finomságú kör keresztmetszetű fonal vastagsága a fentiek szerint tehát 25,4/16=1,59 mm, a vele egyenértékű négyzet keresztmetszetűé pedig 25,4/18=1,41 mm.
Durva (vastag) gumifonalakat csak négyzet keresztmetszettel gyártanak; a 6-tól 12-ig terjedő finomságú fonalakat sorolják ide. A 12/14-től 54/60-ig terjedő tartomány a közepes, az 58/64-tól 120/136-ig terjedő tartomány pedig a nagyon finom (kör ill. négyzet keresztmetszetű) gumifonalakat foglalja magában.
Burkolt fonalak esetében azt kell megadni, hogy az eredeti burkolatlan gumiszál milyen finomságú és hogy ezt milyen finomságú más fonallal burkolják körül. A szabatos műszaki leírás természetesen más adatokat is tartalmaz, például azt, hogy a burkolási folyamatban a gumifonal mennyire legyen megnyújtva, az azt körülvevő fonalakat milyen menetemelkedéssel kell a gumifonalra rátekercselni stb.

## A gumifonalak felhasználása
A gumifonalak felhasználási területei:
- rugalmas szalagok, zsinórok, kötelek,
- rugalmas szövetek, kötött kelmék,
- rugalmas hálók,
- harisnyák és zoknik,
- fűzők,
- sebészeti varrófonal (pl. végbélsipoly kezelésében[10])

## Gumifonalat tartalmazó termékek tárolása, kezelése
A gumiáruk élettartama elsősorban attól függ, hogy milyen körülmények között tárolják azokat. Ez a gumifonalat tartalmazó termékekre is igaz, ezért ezek tárolásánál, kezelésénél is be kell tartani bizonyos szabályokat és ajánlásokat.
Mivel a gyártmányok tartósságát, használhatóságát a hő és a fény nagy mértékben befolyásolja, azokat hűvös, száraz, nem túl világos helyen kell tárolni, elkülönítve azoktól a vegyszerektől, amelyek vagy amelyek gőzei a gumit károsíthatják. A gumit közvetlen napfény ne érje. Mivel az ózon károsítja, raktározási helyén kerülni kell az ívhegesztési munkákat. Tárolási hőmérséklete lehetőleg ne haladja meg a 20 °C-ot, így a fűtőtesttől legalább 1 m-re legyen és védeni kell a sugárzó hőtől is. A raktárban célszerű 40–65% relatív légnedvességet tartani.
A gumifonalat tartalmazó termékek tisztításához nem szabad benzint, terpentint stb. használni, mert ezek a gumit oldják.

## Külső kapcsolatok
- Információk a latex-allergiáról (angol nyelven). [2008. május 11-i dátummal az eredetiből archiválva]. (Hozzáférés: 2010. április 23.)
- Lázár Károly: A gumifonal. (Hozzáférés: 2014. november 1.)